# Biserica Sfântul Gheorghe din Tecuci

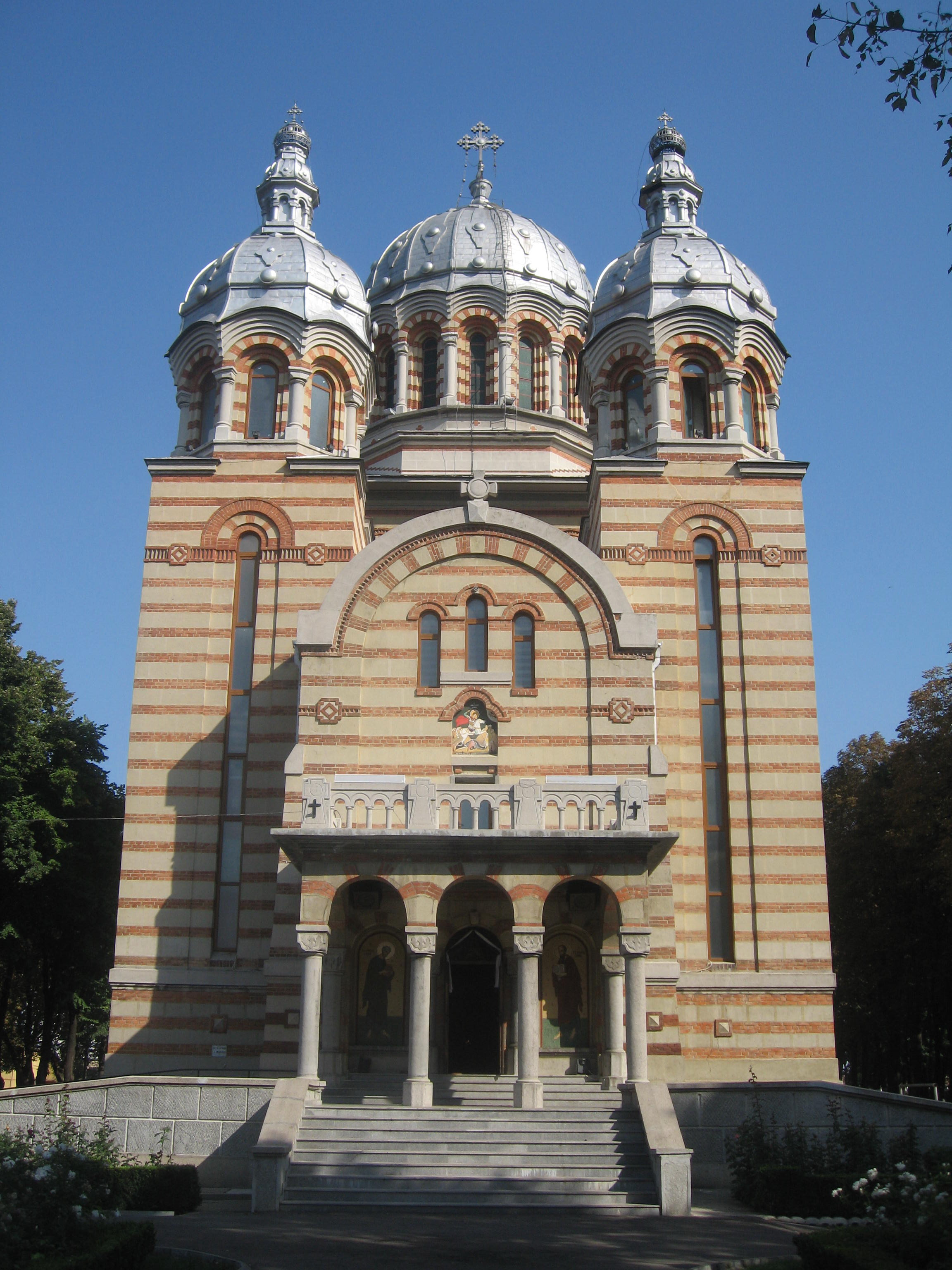
Biserica "Sf. Gheorghe" din Tecuci

Biserica "Sf. Gheorghe" din Tecuci, denumită și Catedrala „Sf. Mc. Gheorghe” din Tecuci, este o biserică ortodoxă de dimensiuni monumentale din municipiul Tecuci (județul Galați). Ea a fost construită în perioada 1938-1962 și are hramul "Sfântul Mare Mucenic Gheorghe".
Biserica se află în centrul orașului, pe str. 1 Decembrie 1918, vizavi de Primăria municipiului Tecuci.

## Istoric

### Vechea biserică
Biserica "Sf. Gheorghe" din Tecuci preia tradiția unei biserici mai vechi, care a avut același hram și se afla la 150 m nord-est de actuala biserică. La 20 ianuarie 1653, aflat pe drum între Galați și Iași, arhidiaconul Paul de Alep, secretarul Patriarhului Macarie al Antiohiei, a notat că la Tecuci existau “trei biserici cu clopotnițe la poartă”: una cu hramul „Acoperământul Maicii Domnului” (sau „Precista”), a doua cu hramul „Sfântul Ierarh Nicolae” și alta cu hramul „Sfântul Mare Mucenic Gheorghe”.  La Biserica "Sf. Gheorghe" slujea în anul 1809 preotul Dumitrache Luca, care îndeplinea și funcția de vechil al Protopopiei.
În jurul anului 1813, este construită o biserică de piatră cu hramul „Sf. Mc. Gheorghe” pe locul unui lăcaș de cult din lemn ce existase până pe la începutul secolului al XIX-lea  și ale cărui podoabe, lemnărie și icoane au împodobit Biserica Sfinții Voievozi Vechi din mahalaua Focșa. 
În timpul Revoluției din 1821, turcii au invadat țările române, iar beiul Chihaia și ostașii săi au intrat cu caii în biserică și au distrus icoanele și pictura murală în stil bizantin. Cu banii obținuți din vânzarea unor vii de la Mălureni s-a finalizat în 1823 tencuirea zidurilor exterioare ale bisericii.
În anul 1856, Biserica "Sf. Gheorghe" din Tecuci a devenit catedrala orașului. Patrimoniul său s-a mărit după distrugerea în 1858 a Bisericii "Sf. Ilie" în urma unui incendiu devastator, primind mai multe cărți și icoane vechi, dar și un policandru din tumbac de la biserica arsă. După trecerea bisericii în grija Primăriei (în 1865), autoritățile orașului Tecuci s-au implicat în realizarea unor importante lucrări de reparație. Lăcașul de cult a fost reparat în anii 1874 și 1882.  În 1874 s-a înlocuit învelitoarea din draniță a acoperișului cu una din tablă, Primăria cheltuind 600 galbeni. Unele reparații urgente au fost efectuate în 1882, după un cutremur. Ca urmare a faptului că biserica "Sf. Gheorghe" era centrul spiritual al orașului, aici s-a oficiat la 6 aprilie 1882 un Te Deum cu ocazia zilei aniversării proclamării regale, iar la 30 noiembrie 1882 s-a închinat aici și a fost întâmpinat de tecuceni regele Carol I. 
Cutremurul din 19/31 august 1894 a avariat grav lăcașul de cult, fiind afectate bolțile, catapeteasma și arcurile de susținere. În septembrie-octombrie 1896, ultimele morminte aflate în jurul bisericii au fost strămutate în cimitirul orașului. Ca urmare a avariilor provocate de cutremurul din 1894, Episcopia Romanului a hotărât la 8 august 1898 suspendarea definitivă a slujbelor religioase din această biserică, enoriașii fiind preluați de bisericile Sf. Nicolae și Maica Precista. În anul 1900, preotul Ioan Andreescu, protopopul de Tecuci, a trimis un memoriu primarului în care a menționat că "lipsa bisericii catedrale este mult simțită de întregul oraș".  În urma acestor demersuri s-a constituit un Comitet de restaurare a bisericii în fruntea căruia a fost ales preotul Ioan Andreescu. 
Cutremurul din 31 august 1903 a avariat din temelie pridvorul și turla bisericii, iar autoritățile au hotărât să renunțe definitiv la refacerea lăcașului de lângă Grădina Publică și au propus construirea unei noi biserici care să poarte acest hram, în parcul central al orașului. Fiind pe punctul de a se prăbuși, pridvorul și turla vechii biserici au fost demolate în 1917.

### Construirea noii biserici
Pentru o perioadă, orașul Tecuci nu a avut o biserică catedrală care să polarizeze activitățile religioase din localitate. În perioada interbelică, rolul localității a crescut, Tecuciul fiind reședință a județului omonim. La 10 februarie 1919, s-a constituit un Comitet de construire din nou a Bisericii parohiale Sf. Gheorghe, care a fost prezidat de Alecu Anastasiu. În anul 1923, la inițiativa preotului Nicolae Conduratu, protopop al județului Tecuci, Comisia Interimară a Primăriei orașului Tecuci a lansat proiectul înălțării unei noi bisericii catedrale care să devină “o podoabă a orașului, iar priveliștea să impună admirația străinului călător”.
În octombrie 1937, Primăria orașului Tecuci a donat un nou teren de 790 metri pătrați în Grădina Publică pentru construirea bisericii catedrale care urma să poarte hramul Sf. Apostol Petru.  Proiectul noii catedrale a orașului a fost elaborat de arhitecții bucureșteni Ion D. Traianescu și Magdalena Iacobescu-Traianescu, fiica acestuia. Piatra fundamentală a viitoarei biserici a fost pusă la 31 iulie 1938 de către Ilarion Băcăuanul, arhiereu-vicar al Episcopiei Romanului. Lucrările de construcție au fost executate de meșterul italian Iosif Polano. Printre cei care au contribuit cu sume mari de bani la construirea noii biserici s-a aflat Alecu Anastasiu și soția sa, Ecaterina, care sunt considerați ctitori ai catedralei și au fost înmormântați în subsolul acesteia. Au donat sume importante de bani și personalități ca Traian Corodeanu, filosoful și scriitorul Ion Petrovici (fost ministru al culturii și cultelor), mareșalul Ion Antonescu și generalul Dumitru Dămăceanu. 
În ianuarie 1941, s-a pus în circulație un timbru-cărămidă din vânzarea căruia s-au obținut fonduri pentru înălțarea noului edificiu. În mai 1941, generalul Ion Antonescu, Conducătorul Statului Român, a donat în nume propriu și fără pretenția de a fi considerat principal ctitor, suma de 3 milioane lei. La 6 februarie 1945 a decedat Alecu P. Anastasiu, cel mai important ctitor al bisericii, ce avea să fie înmormântat în subsolul acesteia. În anul 1948 a fost sfințit subsolul bisericii de către pr. Vichentie Mocanu, delegatul Episcopiei Romanului. 
Lucrările au fost reluate în anul 1951, după o întrerupere de trei ani, și s-au desfășurat cu purtarea de grijă a preoților Ioan Doniga și Gheorghe Capmare, ajutați de membrii Consiliului și Comitetului Parohial și de Episcopia Buzăului prin episcopul dr. Antim Angelescu. Construcția a fost finalizată la 31 iulie 1962, iar între anii 1966-1967 a fost împodobită cu pictură în frescă de către pictorii Iosif Vass (altarul, pronaosul și pridvorul) și Gheorghe Răducanu (turla și absidele). Biserica a fost sfințită la 12 octombrie 1969 de către episcopul Chesarie Păunescu al Dunării de Jos.
La 23 aprilie 1995, la inițiativa episcopului Casian Crăciun al Dunării de Jos și prin hotărârea nr. 15/1005 a Consiliului Local Tecuci, Sfântul Mare Mucenic Gheorghe (ocrotitorul catedralei) a fost ales drept patron spiritual al municipiului Tecuci, fiind confirmat astfel rolul central al catedralei în toate activitățile spiritual-culturale ale orașului.  Biserica a fost vizitată la 16 iunie 1998 de fostul rege Mihai I și de soția sa, Ana de România.

### Lucrări de reparații
În decursul timpului, fumul de la lumânări a cauzat degradarea picturii, fiind necesare lucrări de restaurare. În perioada 2007-2010 au fost efectuate lucrări de consolidare și de restaurare a picturii. Pictura murală a fost refăcută în perioada 2007-2008 de pictorul restaurator Valeriu Șușnea și de tehnicianul restaurator Doru Istrate.
După finalizarea amplelor lucrări de renovare și restaurare a picturii, Biserica "Sf. Gheorghe" din Tecuci a fost resfințită la 24 octombrie 2010, în Duminica a XXIII-a după Rusalii, de un sobor de trei ierarhi format din arhiepiscopul Casian Crăciun al Dunării de Jos, episcopul Corneliu Onilă al Hușilor și episcopul Visarion Bălțat al Tulcii. Alături de aceștia, în soborul preoților slujitori s-au mai aflat pr. prof. dr. Nicolae D. Necula de la Facultatea de Teologie „Justinian Patriarhul” din București, arhim. Epifanie Bulancea, duhovnicul Mănăstirii „Măgura Ocnei” din județul Bacău, precum și slujitori din administrația eparhială și numeroși preoți de la parohiile învecinate în frunte cu protopopul Gheorghe Joghiu. 
Sfânta Liturghie a fost săvârșită pe un podium special amenajat în fața bisericii. Cu acest prilej, lăcașul de cult a primit un nou hram – Sfântul Ierarh Iachint de la Vicina, primul mitropolit al Țării Românești, care este prăznuit la 28 octombrie.
În semn de apreciere a efortului depus în restaurarea acestei biserici, arhiepiscopul Casian Crăciun al Dunării de Jos i-a decernat pr. paroh Vasile Ramfu distincția eparhială „Vrednicia andreiană” și pr. coslujitor Mihai Roșu a primit rangul bisericesc de iconom stavrofor, iar membrii Consiliului și Comitetului Parohial, Diploma eparhială „Crezul Ortodox”. 
În interiorul bisericii, deasupra ușii de intrare în pridvor, s-a pictat următoarea pisanie:
"+În numele Tatălui și al Fiului și al Sf. Duh, Amin.
Cu vrerea Tatălui, cu ajutorul Fiului și cu ocrotirea Sfântului Duh în Anul Mântuirii 1938 s-a temeluit construcția catedralei orașului Tecuci cu hramul Sfântul Mare Mucenic Gheorghe și Sfântul Apostol Petru. Proiectul a fost întocmit de arhitectul I.D. Trăienescu și fiica sa Magda. Lucrările de construcție au fost executate de echipa domnului Iosif Polano sub conducerea unui comitet prezidat de Alecu Anastasiu care cu soția sa Ecaterina au contribuit cu sume mari devenind ctitori, fiind înmormântați la subsolul catedralei. Preot paroh a fost P.C. Pr. Protopop Nicolae Conduratu.
În anul 1948 a fost sfințit subsolul catedralei de către delegatul Episcopiei Romanului preotul Vichentie Mocanu. Lucrările au fost reluate în anul 1951, iar între anii 1966-1967 s-a executat pictura în frescă de către pictorii Iosif Vass (sfântul altar, pronaosul și tinda) și Răducanu Gheorghe (turla și absidele). Pentru buna desfășurare a acestor lucrări s-au preocupat preoții Doniga Ioan și Capmare Gheorghe ajutați de membrii Consiliului și Comitetului Parohial și de Episcopia Buzăului prin P.S.Dr. Antim Angelescu.
S-a sfințit această sfântă catedrală în data de 12 octombrie 1969 de către P.S. Sa Episcop Chesarie Păunescu. În timp fumul de la lumânări a contribuit la degradarea picturii fiind necesare lucrări de restaurare ce s-au executat între anii 2002-2005 de către restauratorul Valeriu Șușnea și Doru Istrate tehnician-restaurator. Lucrările de restaurare au fost supravegheate de I.P.S. Sa Dr. Casian Crăciun arhiepiscopul Dunării de Jos, de P.C. Pr. Protoiereu Joghiu Gheorghe și de sfințiți slujitori ai Catedralei Sf. Gheorghe, P.C. Pr. Paroh Ramfu Vasile, P.C. Pr. Voinea Florin, Roșu Mihai și membrii Consiliului Parohial. S-a resfințit acest sfânt locaș în data de 24-10-2010 de către I.P.S. Sa Dr. Casian arhiepiscopul Dunării de Jos înconjurat de un sobor de preoți."

## Imagini

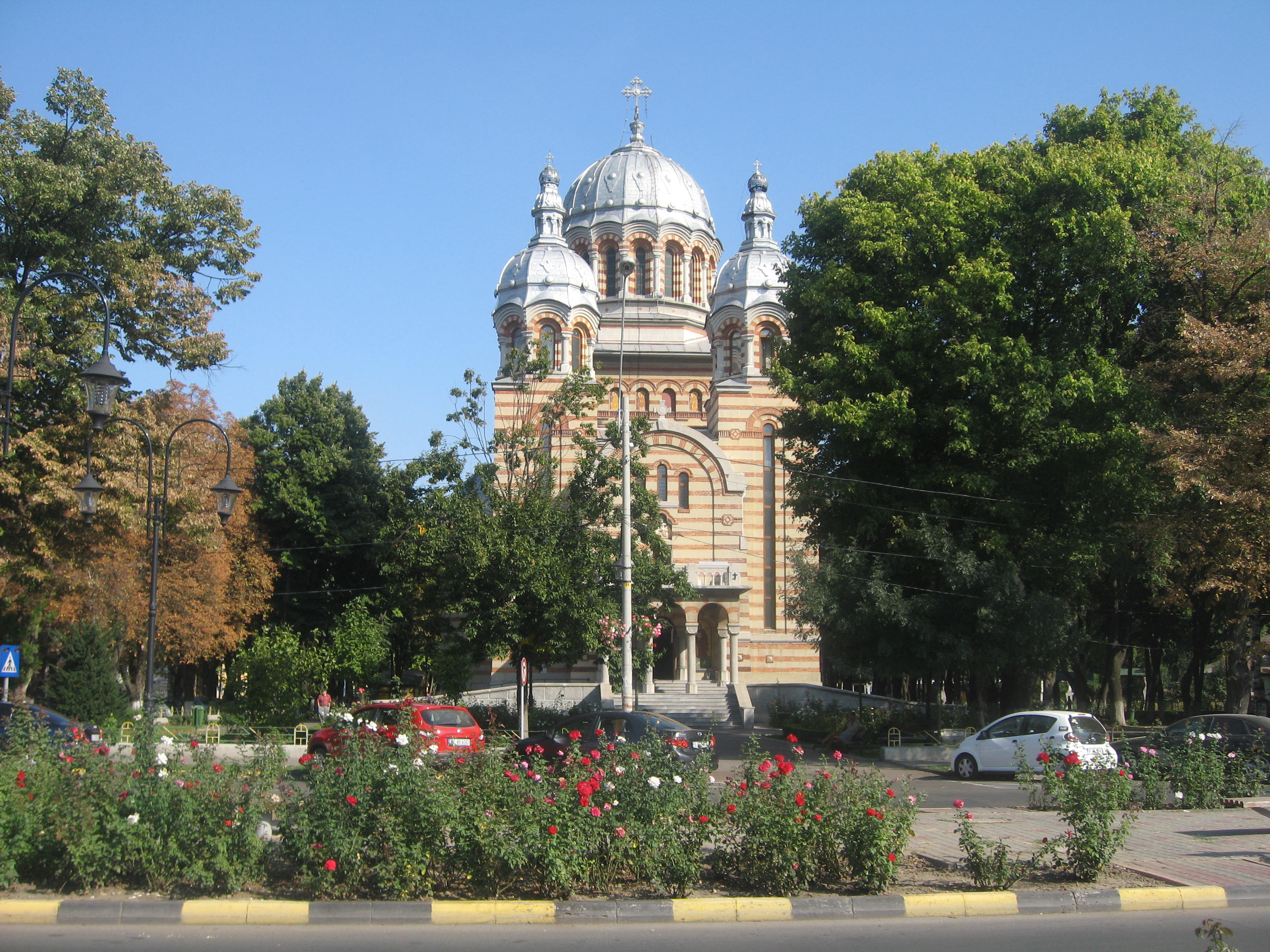
Biserica "Sf. Gheorghe" din Tecuci văzută dinspre vest
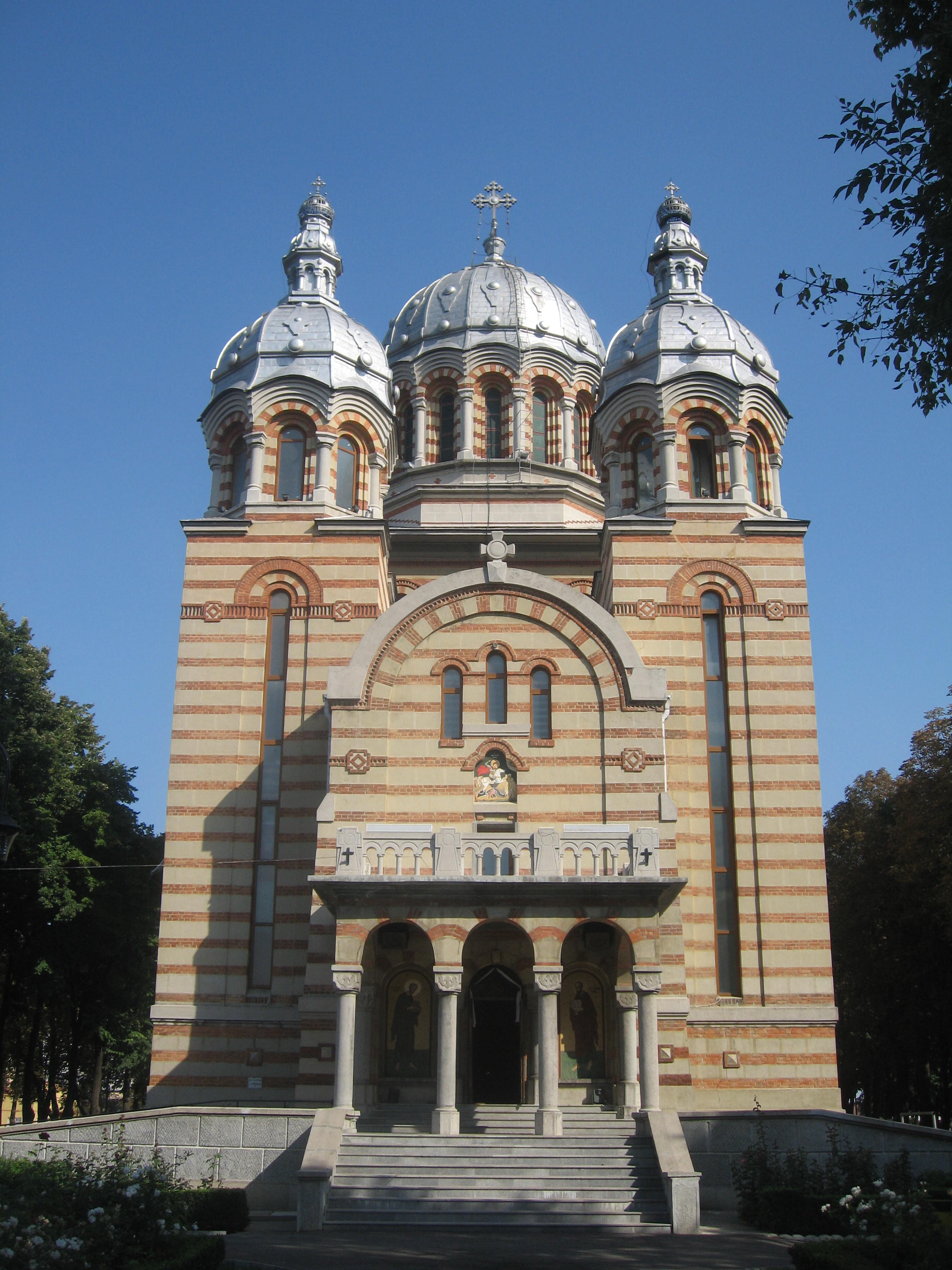
Vedere dinspre vest
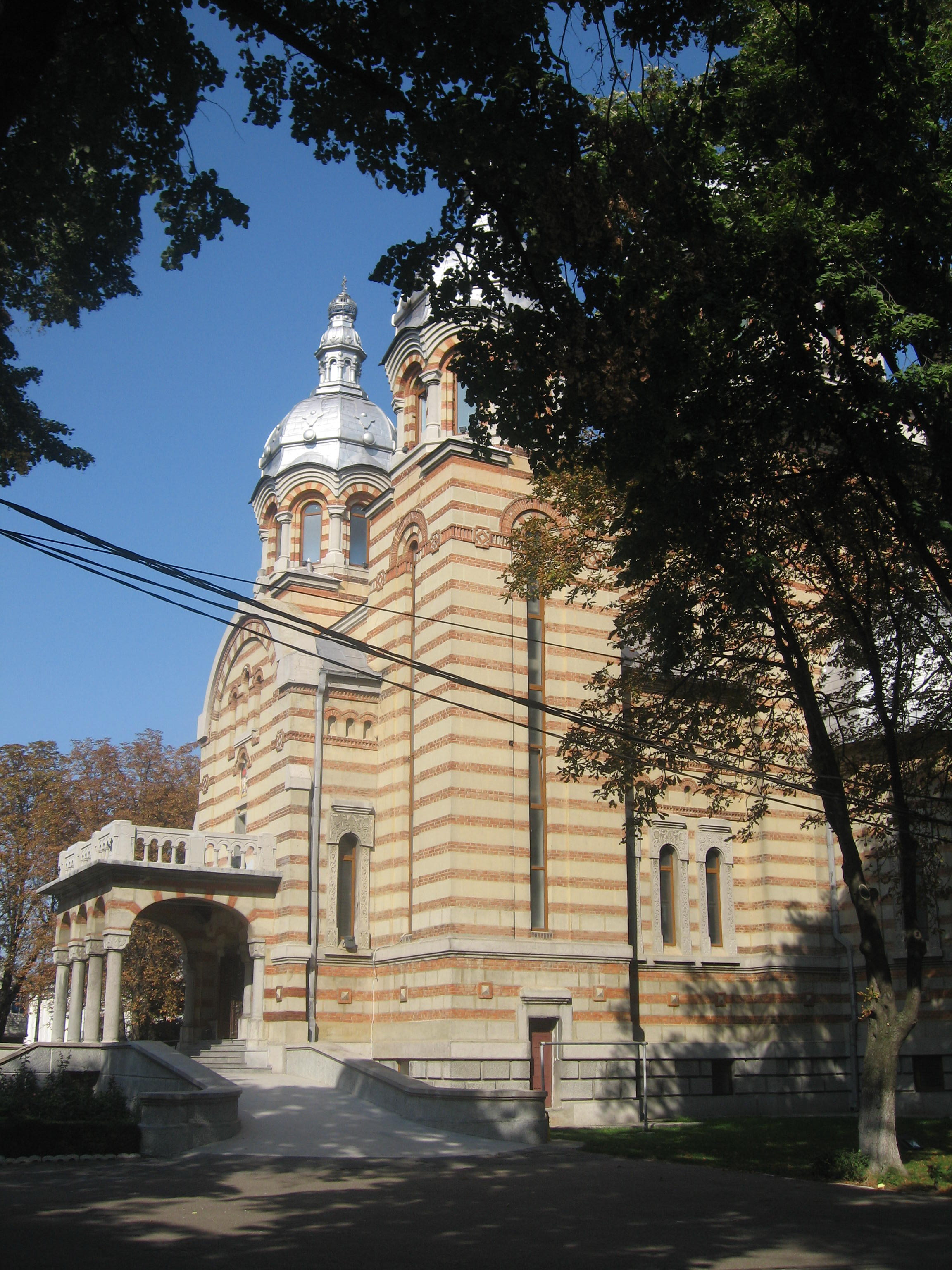
Vedere dinspre sud
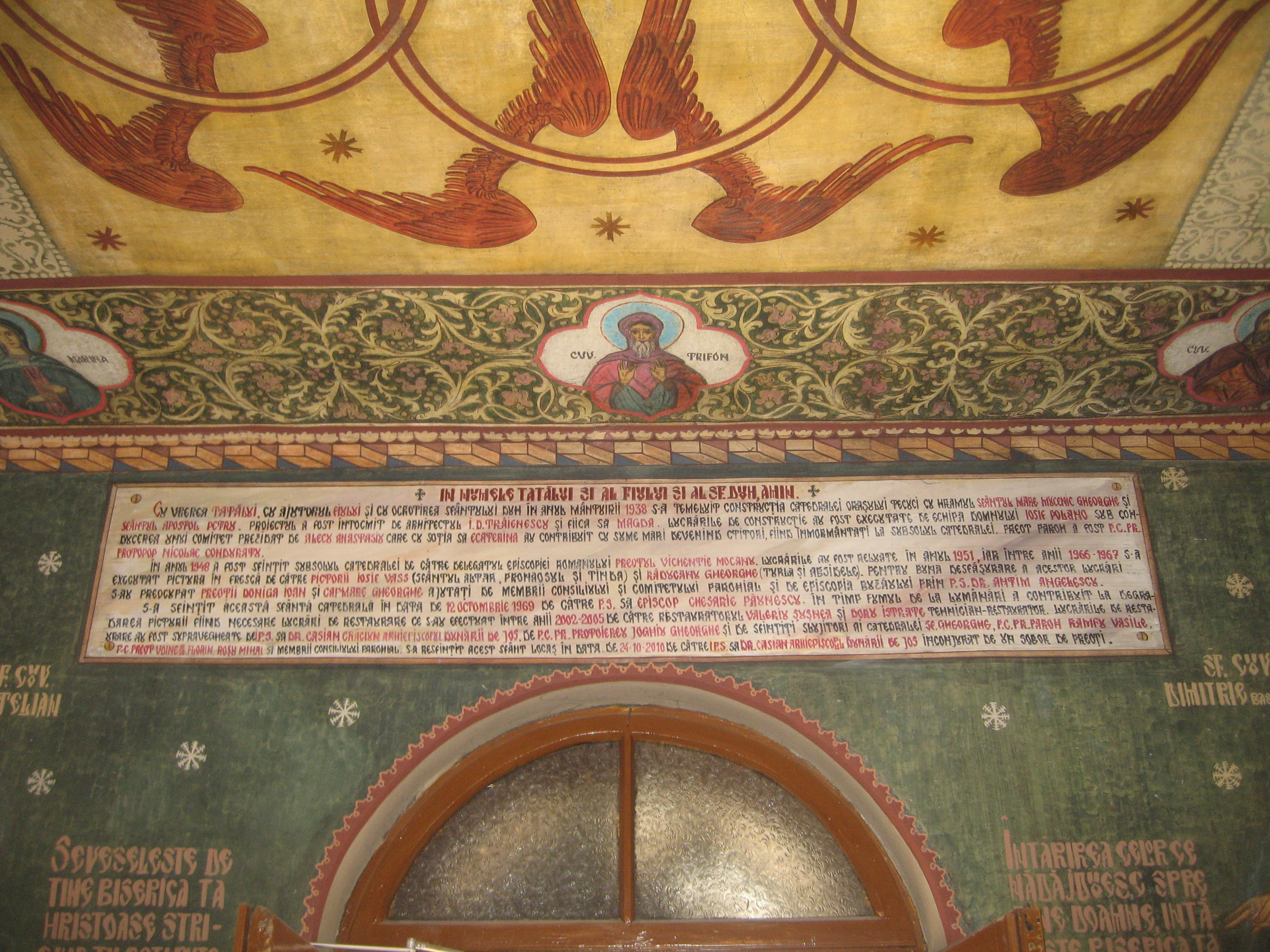
Pisania